# Ligne de Cherbourg à Barfleur
La ligne ferroviaire de Cherbourg à Barfleur est une ancienne ligne de chemin de fer française du département de la Manche. Elle reliait entre elles les localités de Cherbourg et de Barfleur. Elle permettait ainsi une traversée est-ouest du Nord-Cotentin. Appelé le train du val de Saire, il fut surnommé le « Tue-Vâques » (signifiant « tue-vaches » en normand) en raison des nombreux chocs avec les bestiaux divagants à commencer par les vaches.

## Caractéristiques

### Histoire
La ligne fait suite à la ligne Valognes-Saint-Vaast ouverte le 20 avril 1886 par la Compagnie de chemins de fer départementaux (CFD). Après quarante années d'études et de projets, la ligne Cherbourg-Barfleur est déclarée d'utilité publique en 1904 : il s'agit d'assurer la desserte des forts protégeant la côte, de stimuler l'économie locale en ouvrant des débouchés pour les produits de la pêche et de l'agriculture du Val de Saire et développer le tourisme. La ligne est ouverte le 9 juillet 1911 par la Compagnie des chemins de fer de la Manche (CFM). Le trajet entre Cherbourg et Barfleur prend alors une heure et demie, la vitesse du train ne dépassant guère les 20 km/h ; tandis que deux heures sont nécessaires pour rallier Barfleur et Valognes.
En 1926, les deux lignes sont rachetées par le département de la Manche qui en confie l'exploitation à la Compagnie des Chemins de fer normands.
Pendant la Seconde Guerre mondiale, les Allemands utilisent la ligne pour transporter les matériaux de construction du mur de l'Atlantique. À la suite du Débarquement, l'armée allemande sabote la ligne et fait notamment sauter plusieurs piles du viaduc de Fermanville le 25 juin 1944. Il est ensuite reconstruit par les forces alliées.
La ligne Cherbourg-Barfleur est fermée en octobre 1950 à cause de sa vétusté et finalement déclassée en février 1951.

### Tracé et profil

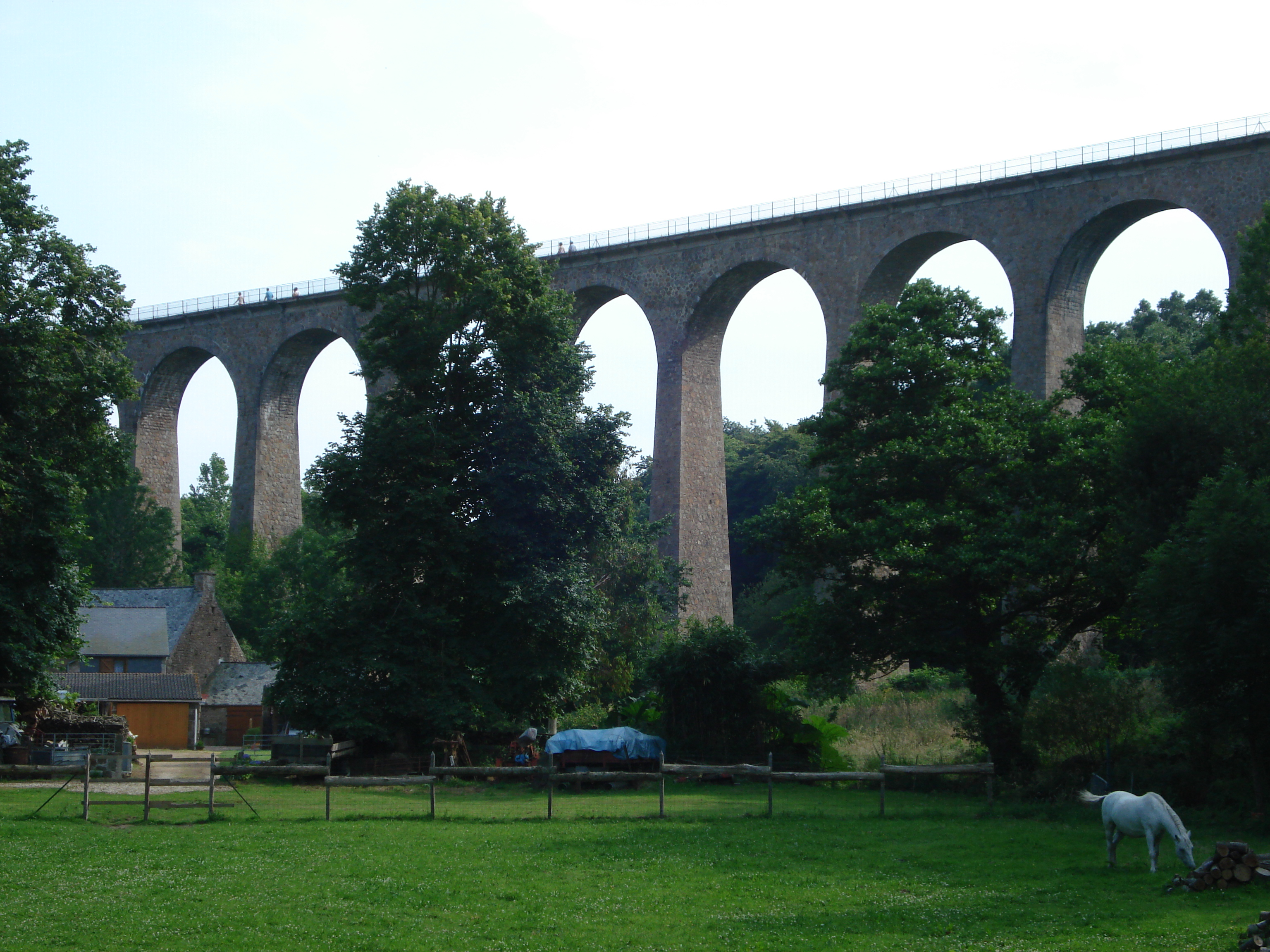
Le viaduc de Fermanville.

Depuis la gare de Cherbourg-Barfleur, la ligne utilise la plateforme de l'embranchement militaire qui conduit au fort des Flamands, mais sur une voie indépendante parallèle à la voie militaire. Elle passe au pied de la montagne du Roule, franchit le Trottebec au hameau de Bagatelle (Tourlaville), où une halte est établie. Peu avant la gare des Flamands, la voie du Tue-Vâques croise à niveau la voie militaire et forme avec elle un tronc commun de 26 mètres exactement. Puis elle bifurque sur la droite et dessert alors la gare des Flamands. Le port des Flamands est lui desservi par la voie militaire (qui par la suite, deviendra embranchement SNCF des Mielles). 

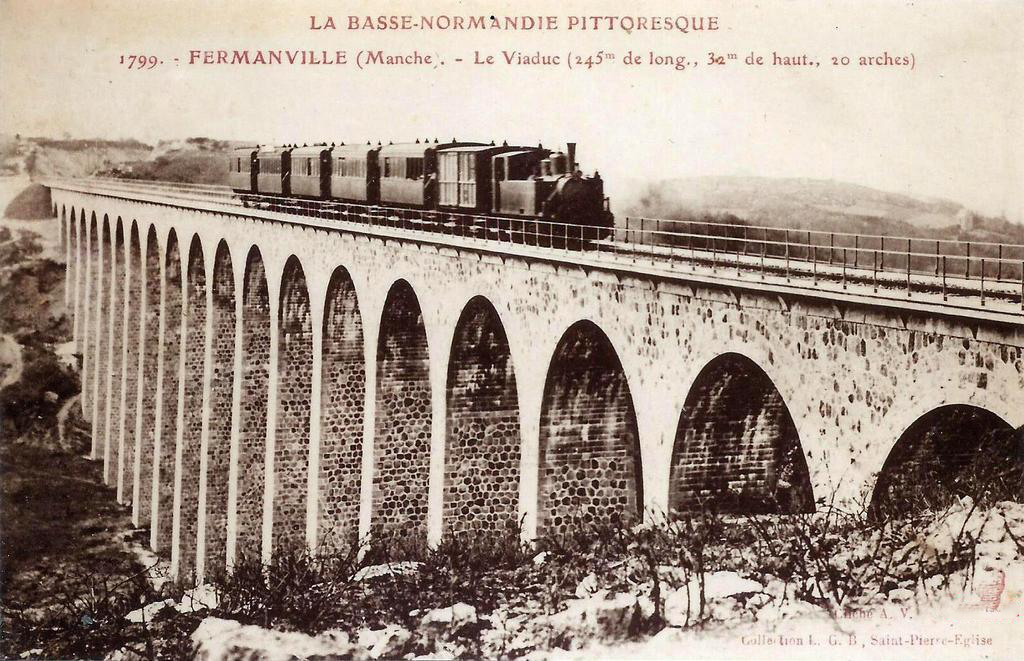
Passage du Tue-Vâques sur le viaduc de Fermanville.

Des Flamands à Fermanville, le tracé du « Tue-Vâques » longe la côte. Au port du Becquet se trouvent une gare et une halle, aujourd'hui transformées en école. Après la Seconde Guerre mondiale, les Alliés simplifient le tracé en une grande ligne droite entre les Flamands et le Clos Girard au Becquet puis en une ligne courbe jusqu'au lieu-dit Saint-Germain, à Bretteville-en-Saire, où la ligne récupère son ancien tracé. Peu après, la gare de Bretteville, située au-delà du bourg, surplombe la plage. Puis la ligne redescend doucement jusqu'au niveau de la plage, avant d'entamer une longue rampe la menant à la halte de Maupertus. Immédiatement à la sortie de cette halte se trouve le Rocher du Grand Castel. Il s'agit ici d'une des sections les plus spectaculaires du petit train du Val de Saire. Le rocher est percé à la dynamite, et l'on y établit une tranchée étroite, à la sortie de laquelle la voie se retrouve en surplomb de l'Anse du Brick. C'est un endroit magnifique ! À la pointe du Brick, une grotte est creusée dans la roche afin d'en tirer du remblai. Par une longue courbe à gauche, la ligne forme alors un fer à cheval autour de la plage du Brick, très prisée des Cherbourgeois. La voie fait alors une courbe serrée vers la droite et attaque la longue rampe la menant jusqu'en gare de Fermanville. Juste après, située au lieu-dit du Montereire, le « Tue-Vâques » traverse la vallée des Moulins qu'il franchit à l'aide du remarquable viaduc de Fatosme, en maçonnerie de 20 arches de 10 m d'ouverture en plein cintre, long de 242,40 m et haut de 32, représentant pas moins de 7 000 m3 de pierres taillées, après quoi il fait une halte à Carneville-Théville, au hameau du Moulin. Poursuivant son ascension, la voie va alors atteindre son point culminant à l'altitude de 77 m, au passage à niveau précédant la gare de Saint-Pierre-Église.
La ligne contourne ensuite par le Nord le château et le bourg de Saint-Pierre-Église. La gare se situe rue du Maréchal-Leclerc. La gare suivante est Varouville-Réthoville implantée à quelques dizaines de mètres de l'église du village. Les derniers arrêts avant Barfleur se situent relativement en dehors des villages : la gare de Néville est isolée sur la RD154 et deux maisons sur la RD125 forment l'environnement de la gare de Tocqueville-Gouberville. Passé cette station, la ligne est quasiment en ligne droite jusqu'à l'entrée de Barfleur. Elle traverse alors un paysage de landes et de marais, qui lui vaudront bien des désagréments lors d'hivers rudes et des grandes marées. Vient ensuite La Halte de Rauville et, après une courbe à droite, la seule remarquable entre Tocqueville et Barfleur, on parvient à La Gare de Gatteville-le-Phare. C'était là le centre névralgique du Tue-Vâques entre Cherbourg et Barfleur. On y trouvait le dépôt, titulaire de tout le matériel roulant, ainsi que la direction du réseau avant 1926. La raison en est qu'à Barfleur, la ligne CFM s'arrêtait à sa jonction avec la voie CFD sur le port. Il n'y avait pas de gare CFM, ces derniers utilisant par convention, les installations de la Compagnie de chemins de fer départementaux. Mille mètres avant d'arriver sur le port de Barfleur, le Tue-Vâques marque un dernier arrêt à la halte de Quénanville. L'entrée dans le bourg de Barfleur se fait curieusement à la manière d'un tramway. La voie CFM emprunte en chaussée la rue des Écoles, longe le port sur lequel une voie est embranchée et termine ici son parcours propre, puisqu'ensuite, elle utilise la voie des CFD pour aboutir à la gare CFD de Barfleur.
À Barfleur, où l'on entre sur les terres des CFD, la ligne retrouve la desserte portuaire et la gare, déjà terminus de la ligne de Valognes Montebourg à Saint-Vaast et à Barfleur depuis 1886. La gare de Barfleur était située au sud du port, dans le quartier actuel de la Cité, à proximité de l'hôtel Moderne.
Le « Tue-Vâques » permet de traverser les différents paysages du Val de Saire. De Tourlaville à Fermanville, la ligne suit la côte rocheuse de la rade de Cherbourg. De Fermanville à Saint-Pierre-Église, le train traverse la forêt et la vallée des Moulins. Entre Saint-Pierre et Saint-Vaast, cultures maraîchères et élevage se succèdent. Le tracé de la ligne constitue aujourd'hui pour sa majeure partie des chemins ruraux et forestiers, que l'on peut aisément parcourir à VTT. Sur la côte Nord, le département de la Manche a aménagé une route touristique en lieu et place de la voie ferrée sur la partie la plus pittoresque de Fermanville au Becquet (Tourlaville).

## Accidents notables
Le 31 mai 1886, en gare d'Aumeville-Crasville, à la suite de l'engagement du train sur une voie d'évitement où stationnent des wagons chargés de bestiaux, où celui, à l'approche de la gare de Tocqueville-Gouberville, déraille sur un aiguillage, le lendemain de l'inauguration de la ligne Barfleur-Cherbourg.

## Gares desservies
Voir schéma de ligne.

## Matériel
- cinq locomotives Weidknecht 030T appartenant à la compagnie CFM
- dix-neuf voitures à voyageurs
- cinq fourgons à bagages
- trente-six wagons de marchandises
- un wagon-grue

À la fin de la période, la ligne utilise des autorails Verney.